# 1760
Il 1760 (MDCCLX in numeri romani) è un anno bisestile del XVIII secolo.

## Eventi
- Inizia il pre-romanticismo in Inghilterra.
- Nell'ambito della Guerra dei sette anni, le truppe inglesi, provenienti da New York, occupano Montréal e il basso Québec.
- Inizia la Rivoluzione industriale.
- 31 luglio – Battaglia di Warburg: Nel quadro della Guerra dei sette anni, le truppe francesi vengono sconfitte dalle forze alleate anglo-tedesche.
- 15 agosto – Battaglia di Liegnitz: Le forze del Regno di Prussia, al comando del re Federico II, sconfiggono quelle della Monarchia asburgica agli ordini del generale Ernst Gideon von Laudon, nell'ambito dei più vasti eventi della guerra dei sette anni.
- 15 ottobre – Battaglia di Kloster Kamp: Le truppe francesi, sotto il comando del generale Charles Eugène Gabriel de la Croix, sconfiggono l'esercito coalizzato anglo-tedesco.
- 25 ottobre – Giorgio III d'Inghilterra sale al trono.
- 3 novembre – Battaglia di Torgau: Uno dei più sanguinosi scontri della guerra dei sette anni, la battaglia vide l'armata del Regno di Prussia guidata dal re Federico II infliggere una sconfitta alle forze austriache comandate dal feldmaresciallo Leopold Joseph Daun.

## Nati

### Gennaio
- 4 gennaio - Daniel Tállayi, giornalista, editore e politico slovacco († 1816)
- 6 gennaio - Antoinette Gabrielle Danton,  francese († 1793)
- 10 gennaio - Guillaume Guillon Lethière, pittore francese († 1832)
- 11 gennaio - Oliver Wolcott Jr., politico statunitense († 1833)
- 12 gennaio - Sof'ja Kostantinovna Clavone,  greca († 1822)
- 14 gennaio - George FitzRoy, IV duca di Grafton, nobile e politico britannico († 1844)
- 14 gennaio - Francis Johnston, architetto irlandese († 1829)
- 16 gennaio - Pompilio Pozzetti, letterato italiano († 1815)
- 17 gennaio - Antonio Cesari, linguista e scrittore italiano († 1828)
- 19 gennaio - Carlo Sebastiano Ferrero-Fieschi, nobile, militare e diplomatico italiano († 1826)
- 19 gennaio - Patrick Cotter O'Brien,  irlandese († 1806)
- 22 gennaio - Leopold Alois Hoffmann, scrittore, giornalista e agente segreto austriaco († 1806)
- 22 gennaio - Friedrich Johann Lorenz Meyer, avvocato tedesco († 1844)
- 22 gennaio - Georg Michael Wittmann, vescovo cattolico tedesco († 1833)
- 24 gennaio - Joseph Hélie Désiré Perruquet de Montrichard, militare francese († 1828)

### Febbraio
- 3 febbraio - Vincenzo Giaconi, incisore italiano († 1829)
- 5 febbraio - Charlotte de Robespierre, scrittrice francese († 1834)
- 12 febbraio - Jan Ladislav Dussek, compositore e pianista boemo († 1812)
- 15 febbraio - Jean-François Lesueur, compositore francese († 1837)
- 20 febbraio - Giuseppe Pronio, generale italiano († 1804)
- 22 febbraio - Sofia di Sassonia-Hildburghausen, principessa († 1776)
- 23 febbraio - Luisa Palma Mansi, scrittrice italiana († 1824)

### Marzo
- 1º marzo - François Buzot, politico e rivoluzionario francese († 1794)
- 2 marzo - Camille Desmoulins, politico, avvocato e rivoluzionario francese († 1794)
- 6 marzo - Dora Stock, artista tedesca († 1832)
- 6 marzo - Amalia Zefirina di Salm-Kyrburg, nobile tedesca († 1841)
- 7 marzo - Gilles Joseph Martin Bruneteau, generale e politico francese († 1830)
- 10 marzo - Leandro Fernández de Moratín, poeta, drammaturgo e saggista spagnolo († 1828)
- 10 marzo - Thomas Maitland, militare e politico britannico († 1824)
- 10 marzo - Henry Thornton, politico e economista inglese († 1815)
- 10 marzo - Pierre Villiers, scrittore francese († 1849)
- 13 marzo - Charles-Albert Demoustier, scrittore francese († 1801)
- 15 marzo - Giovanni da Triora, presbitero e missionario italiano († 1816)
- 15 marzo - Youssef Boutros Tyan, patriarca cattolico libanese († 1820)
- 16 marzo - Heinrich Meyer, pittore e critico d'arte svizzero († 1832)
- 19 marzo - Giuseppe Errante, pittore italiano († 1821)
- 24 marzo - Charles Compton, I marchese di Northampton, politico inglese († 1828)
- 24 marzo - Giuseppe Fenaroli Avogadro, politico italiano († 1825)
- 25 marzo - Paul Maria Joseph Senitzer, generale austriaco († 1830)
- 25 marzo - Elizabeth Waldegrave, nobildonna britannica († 1816)
- 26 marzo - Nicolas Clary, politico francese († 1823)
- 27 marzo - Auguste Vestris, ballerino francese († 1842)
- 28 marzo - Georg Adlersparre, generale, politico e scrittore svedese († 1835)
- 28 marzo - Thomas Clarkson, attivista britannico († 1846)
- 29 marzo - William Jones, politico statunitense († 1831)

### Aprile
- 1º aprile - Jean-François Thomas de Thomon, architetto francese († 1813)
- 2 aprile - Jean Léchelle, generale francese († 1793)
- 4 aprile - Josef Ludwig Alois von Hommer, vescovo cattolico tedesco († 1836)
- 9 aprile - Giuseppe de Thurn, militare, imprenditore e banchiere austriaco († 1831)
- 10 aprile - Alvise Mocenigo, politico e imprenditore italiano († 1815)
- 14 aprile - Aleksandr L'vovič Naryškin, nobile russo († 1826)
- 14 aprile - Sigismund Friedrich Hermbstädt, chimico tedesco († 1833)
- 22 aprile - Akbar II, imperatore indiano († 1837)
- 28 aprile - Jean-Denis Barbié du Bocage, geografo e cartografo francese († 1825)
- 30 aprile - Joseph Souham, generale francese († 1837)

### Maggio
- 6 maggio - Robert Hobart, IV conte di Buckinghamshire, politico inglese († 1816)
- 10 maggio - Giuseppe Bavastro, corsaro italiano († 1833)
- 10 maggio - Charles Melchior Artus de Bonchamps, generale francese († 1793)
- 10 maggio - Johann Peter Hebel, scrittore e poeta tedesco († 1826)
- 10 maggio - Claude Joseph Rouget de Lisle, poeta, compositore e militare francese († 1836)
- 10 maggio - Ignazio Thaon di Revel, nobile e militare italiano († 1835)
- 12 maggio - John Bannister, attore teatrale inglese († 1836)
- 14 maggio - Giuseppe Teosa, pittore italiano († 1848)
- 16 maggio - Giuseppe del Rosso, architetto italiano († 1831)
- 17 maggio - Johann Friedrich Hugo von Dalberg, compositore, pianista e letterato tedesco († 1812)
- 18 maggio - Elizabeth Murray, nobile inglese († 1825)
- 23 maggio - Ferdinando Ruggi d'Aragona, patriota e nobile italiano († 1799)
- 26 maggio - Johann Kaspar Friedrich Manso, filologo, insegnante e storico tedesco († 1826)
- 28 maggio - Alessandro di Beauharnais, nobile, politico e generale francese († 1794)
- 29 maggio - Louis-Michel le Peletier de Saint-Fargeau, politico e rivoluzionario francese († 1793)

### Giugno
- 5 giugno - Johan Gadolin, chimico, mineralogista e geologo finlandese († 1852)
- 7 giugno - Humphrey Marshall, politico statunitense († 1841)
- 9 giugno - Francisco Primo de Verdad y Ramos, avvocato messicano († 1808)
- 10 giugno - Ferdinando Bonsignore, architetto e disegnatore italiano († 1843)
- 11 giugno - Maria Cosway, artista e educatrice italiana († 1838)
- 12 giugno - Jean-Baptiste Louvet de Couvray, scrittore, politico e giornalista francese († 1797)
- 13 giugno - Louis Jean-Baptiste Chéret, artista e incisore francese († 1832)
- 16 giugno - Louise Contat, attrice teatrale francese († 1813)
- 20 giugno - Richard Wellesley, I marchese Wellesley, nobile, militare e politico britannico († 1842)
- 22 giugno - Joseph Ludwig Colmar, vescovo cattolico tedesco († 1818)
- 26 giugno - Carlo Aloisio di Fürstenberg, generale austriaco († 1799)
- 26 giugno - Giovanni I Giuseppe del Liechtenstein, nobile († 1836)
- 28 giugno - Mulay Sulayman, sultano marocchino († 1822)

### Luglio
- 3 luglio - Silas Lee, politico e giudice statunitense († 1814)
- 5 luglio - François Rouph de Varicourt, nobile e militare francese († 1789)
- 8 luglio - Christian Kramp, matematico e medico francese († 1826)
- 11 luglio - François Benoît Hoffmann, drammaturgo e librettista francese († 1828)
- 12 luglio - Giuseppe Maria Foppa, librettista italiano († 1845)
- 28 luglio - Claude Carra Saint-Cyr, generale e diplomatico francese († 1834)
- 31 luglio - Paluzzo Altieri, V principe di Oriolo, principe, militare e politico italiano († 1834)

### Agosto
- 1º agosto - Wilhelm Anton von Klewitz, politico prussiano († 1838)
- 2 agosto - Papa Leone XII, papa, arcivescovo cattolico e cardinale italiano († 1829)
- 3 agosto - Jacques Réattu, pittore francese († 1833)
- 7 agosto - Anna Maria Zwanziger, assassina seriale tedesca († 1811)
- 9 agosto - Gabriele Iudica, archeologo e mecenate italiano († 1835)
- 13 agosto - Giacomo Biga, militare e ingegnere italiano († 1827)
- 18 agosto - Oronzio Massa, generale italiano († 1799)
- 23 agosto - Anna Maria Schultheiss, nobile († 1840)
- 24 agosto - Francesco Calbo Crotta, politico italiano († 1827)
- 24 agosto - Pietro Rubini, medico italiano († 1819)
- 26 agosto - Ferdinando Boudard, pittore italiano († 1825)
- 31 agosto - Pierre-Joseph Triest, presbitero belga († 1836)
- 31 agosto - Aristide Aubert du Petit-Thouars, esploratore e militare francese († 1798)

### Settembre
- 8 settembre - Domenico Pino, generale italiano († 1826)
- 8 settembre - Antonio Maria Trigona, arcivescovo cattolico italiano († 1835)
- 14 settembre - Luigi Cherubini, compositore italiano († 1842)
- 14 settembre - Maria Luisa Cicci, poetessa italiana († 1794)
- 15 settembre - Bogislav Friedrich Emanuel von Tauentzien, militare tedesco († 1824)
- 17 settembre - Heinrich Joseph Schütz, incisore e disegnatore tedesco († 1822)
- 18 settembre - Jean-Nicolas-Louis Durand, architetto e teorico dell'architettura francese († 1834)
- 19 settembre - Franz Joseph Saurau, politico e diplomatico austriaco († 1832)
- 20 settembre - Henriette Baranius, soprano e attrice tedesca († 1853)
- 21 settembre - Ivan Ivanovič Dmitriev, poeta e politico russo († 1837)
- 21 settembre - Olof Swartz, naturalista e botanico svedese († 1816)
- 21 settembre - Gaetano Valeri, organista e compositore italiano († 1822)
- 25 settembre - Tommaso Gargallo, poeta italiano († 1843)

### Ottobre
- 1º ottobre - William Beckford, scrittore, critico d'arte e politico britannico († 1844)
- 1º ottobre - Friedrich Ernst Ruhkopf, filologo classico tedesco († 1821)
- 4 ottobre - Alexander Rudnay Divékújfalusi, cardinale e arcivescovo cattolico slovacco († 1831)
- 6 ottobre - Giulio Carpegna, presbitero e funzionario italiano († 1826)
- 6 ottobre - Carminantonio Lippi, mineralogista, geologo e vulcanologo italiano († 1823)
- 7 ottobre - Dionisio Bardaxí y Azara, cardinale spagnolo († 1826)
- 7 ottobre - Ramon Strauch Vidal, vescovo cattolico spagnolo († 1823)
- 8 ottobre - Dionisio Alcalá Galiano, militare, cartografo e esploratore spagnolo († 1805)
- 8 ottobre - Francesco Ansaldo Teloni, vescovo cattolico italiano († 1846)
- 9 ottobre - Pierre Gaveaux, tenore e compositore francese († 1825)
- 12 ottobre - Charles Paul Landon, pittore e critico d'arte francese († 1826)
- 12 ottobre - Ottavio Zollio, vescovo cattolico italiano († 1832)
- 17 ottobre - Claude-Henri de Rouvroy de Saint-Simon, filosofo francese († 1825)
- 19 ottobre - Ignazio Greco, vescovo cattolico italiano († 1821)
- 19 ottobre - Karoline Friederike von Haeseler, nobildonna tedesca († 1826)
- 20 ottobre - Christoph Wilhelm Mitscherlich, filologo classico tedesco († 1854)
- 22 ottobre - Costanzo Angelini, pittore, incisore e letterato italiano († 1853)
- 25 ottobre - Arnold Hermann Ludwig Heeren, storico e filologo tedesco († 1842)
- 26 ottobre - Anna von Baggovut, nobildonna russa († 1839)
- 27 ottobre - August Neidhardt von Gneisenau, generale prussiano († 1831)
- 27 ottobre - Richard Strachan, VI baronetto, ammiraglio britannico († 1828)
- 28 ottobre - Alexandre de Lameth, politico e generale francese († 1829)
- 29 ottobre - François Peyrard, matematico, traduttore e bibliotecario francese († 1822)
- 31 ottobre - Antonio Domenico Gamberini, cardinale e vescovo cattolico italiano († 1841)

### Novembre
- 7 novembre - Jean-Baptiste Dumonceau, generale belga († 1821)
- 8 novembre - Asensio Julià, pittore spagnolo († 1832)
- 13 novembre - Jiaqing, imperatore cinese († 1820)
- 14 novembre - Johann Evangelist Brandl, compositore e violinista tedesco († 1837)
- 19 novembre - Giovanni Battista Guglielmini, fisico e religioso italiano († 1817)
- 19 novembre - Giovanni Paradisi, matematico, politico e poeta italiano († 1826)
- 23 novembre - Christian Wilhelm Ahlwardt, filologo classico tedesco († 1830)
- 23 novembre - François-Noël Babeuf, rivoluzionario e giornalista francese († 1797)
- 26 novembre - Celeste Coltellini, soprano italiano († 1828)

### Dicembre
- 2 dicembre - John Breckinridge, politico statunitense († 1806)
- 3 dicembre - Pietro Avondo, imprenditore italiano
- 3 dicembre - Moritz Balthasar Borkhausen, botanico tedesco († 1806)
- 5 dicembre - Vincenzo Lante Montefeltro della Rovere, VI duca di Bomarzo, nobile italiano († 1816)
- 5 dicembre - Günther Federico Carlo I di Schwarzburg-Sondershausen, principe († 1837)
- 15 dicembre - David Heinrich Hoppe, micologo, botanico e naturalista tedesco († 1846)
- 17 dicembre - Deborah Sampson, militare statunitense († 1827)
- 18 dicembre - Knud Lyhne Rahbek, scrittore danese († 1830)
- 21 dicembre - Karl von Moll, naturalista e politico austriaco († 1838)
- 24 dicembre - Andrea Belli, giurista e letterato italiano († 1820)
- 30 dicembre - Charles Sapinaud, generale francese († 1829)

### Senza giorno specificato
- Lemuel Abbott, pittore britannico († 1803)
- Gaspard-Louis-Charles Adam, scultore francese († 1845)
- Ahmad ibn Idris, mistico marocchino († 1837)
- Richard Allen, religioso statunitense († 1831)
- Sineperver Sultan,  ottomana († 1828)
- Heinrich Beck, commediografo tedesco († 1803)
- James Bissett, ammiraglio britannico († 1824)
- Pavel Ivanovič Brjullo, scultore e pittore russo († 1833)
- Donato Carabelli, scultore svizzero († 1839)
- Gaetano Cioni, scienziato, filologo e politico italiano († 1851)
- Adelbert Dankowski, compositore e violista polacco
- Nicholas Diddams, ingegnere britannico († 1823)
- Clelia Durazzo, botanica italiana († 1837)
- David Fisher, attore teatrale inglese († 1832)
- François Fulconis, militare († 1799)
- Giovanni Francesco Giuliani, arpista, compositore e direttore d'orchestra italiano († 1820)
- Emma Jane Greenland, pittrice, scrittrice e cantante inglese († 1843)
- Antoine-François Gérard, scultore francese († 1843)
- Yukhannan VIII Hormizd, patriarca cattolico ottomano († 1838)
- Athanasios Kanakarīs, politico greco († 1823)
- Katsushika Hokusai, pittore e incisore giapponese († 1849)
- David Levi, banchiere, imprenditore e politico italiano († 1825)
- Mladen Milovanović, rivoluzionario serbo († 1823)
- Alessandro Mochetti, incisore italiano († 1812)
- Ndvungunye, politico swati († 1815)
- George Nicholson, attivista e viaggiatore inglese († 1825)
- Maria Jacoba Ommeganck, pittrice fiamminga († 1849)
- Michelangelo Pergolesi, artista italiano († 1801)
- Giuseppe Pichler, incisore italiano († 1820)
- Emanuele Rossi, filosofo e politico italiano († 1835)
- Carl Ulysses von Salis-Marschlins, naturalista e viaggiatore svizzero († 1818)
- William Thomson, geologo inglese († 1806)
- Mansur Ushurma, religioso, condottiero e politico russo († 1794)
- Vincenza Viganò Mombelli, ballerina e librettista italiana († 1814)
- White Watson, geologo e scultore inglese († 1835)
- Aloysia Weber, soprano tedesco († 1839)
- James Wilson, esploratore britannico († 1814)
- Costantino Ypsilanti, condottiero greco († 1816)

## Morti

### Gennaio
- 10 gennaio - Cirillo VI Tanas, vescovo cattolico e patriarca cattolico siriano (n. 1680)
- 10 gennaio - Felix Anton Scheffler, pittore tedesco (n. 1701)
- 12 gennaio - Antonia Merighi, contralto italiano (n. 1695)
- 19 gennaio - Giuseppe Belli, cantante castrato italiano (n. 1732)
- 20 gennaio - John Colson, matematico e presbitero inglese (n. 1680)
- 23 gennaio - Gianantonio Guardi, pittore italiano (n. 1699)

### Febbraio
- 1º febbraio - Guglielmo VIII d'Assia-Kassel, nobile (n. 1682)
- 5 febbraio - Agustín de Ahumada y Villalón, politico e militare spagnolo
- 8 febbraio - Stanisław Potocki, nobile e politico polacco (n. 1698)
- 13 febbraio - Carlo Giuseppe Merlo, architetto e ingegnere italiano (n. 1690)
- 14 febbraio - Giovanni Francesco Brignole Sale, politico e militare italiano (n. 1695)
- 14 febbraio - Isaac Hawkins Browne, politico e poeta inglese (n. 1705)
- 14 febbraio - François Colin de Blamont, compositore francese (n. 1690)
- 14 febbraio - Claude Guimond de La Touche, drammaturgo francese (n. 1723)
- 22 febbraio - Anna Magdalena Bach, musicista tedesca (n. 1701)
- 29 febbraio - Giuseppe Monti, botanico italiano (n. 1682)

### Marzo
- 4 marzo - Carlotta di Rohan-Soubise, nobile francese (n. 1737)
- 14 marzo - Anton Filtz, compositore tedesco (n. 1733)
- 21 marzo - Betty Parris (n. 1682)
- 26 marzo - Margaret Woffington, attrice teatrale irlandese

### Aprile
- 3 aprile - John Rous, militare britannico (n. 1702)
- 6 aprile - František Xaver Klobušický, arcivescovo cattolico slovacco (n. 1707)
- 11 aprile - Maurizio di Anhalt-Dessau, generale prussiano (n. 1712)
- 11 aprile - Louis Silvestre II, pittore francese (n. 1675)
- 14 aprile - Domenico Pecchio, pittore italiano (n. 1687)
- 16 aprile - Charlotte Charke, attrice teatrale inglese (n. 1713)
- 18 aprile - Eleonora di Schleswig-Holstein-Sonderburg-Wiesenburg, nobildonna tedesca (n. 1715)
- 19 aprile - Michele Mascitti, violinista e compositore italiano (n. 1664)
- 22 aprile - Agostino Maria Neuroni, vescovo cattolico svizzero (n. 1690)

### Maggio
- 5 maggio - Laurence Shirley, IV conte Ferrers, nobile e assassino britannico (n. 1720)
- 6 maggio - Bernardino Tafuri, scrittore e bibliografo italiano (n. 1695)
- 9 maggio - Nikolaus Ludwig von Zinzendorf, teologo tedesco (n. 1700)
- 10 maggio - Christoph Graupner, compositore e clavicembalista tedesco (n. 1683)
- 11 maggio - Alaungpaya, sovrano birmano (n. 1714)
- 27 maggio - Giacomo Rampini, compositore italiano (n. 1680)
- 30 maggio - Giovanna di Holstein-Gottorp, principessa tedesca (n. 1712)

### Giugno
- 8 giugno - Sallustio Bandini, presbitero, politico e economista italiano (n. 1677)
- 10 giugno - Willoughby Bertie, III conte di Abingdon, nobile inglese (n. 1692)
- 12 giugno - Giuseppe Antonio Pujati, medico italiano (n. 1701)
- 15 giugno - Sigismondo Tudisi, vescovo cattolico dalmata (n. 1692)
- 17 giugno - Louis-Guy de Guérapin de Vauréal, abate, diplomatico e vescovo francese (n. 1688)
- 20 giugno - Giovanni Battista Mesmer, cardinale italiano (n. 1671)
- 22 giugno - Joaquín Fernández de Portocarrero, cardinale spagnolo (n. 1681)
- 24 giugno - Jean-Baptiste de Mirabaud, scrittore e traduttore francese (n. 1675)
- 30 giugno - Teresa Albuzzi-Todeschini, cantante lirica italiana (n. 1723)
- 30 giugno - Gaetano Dardanone, pittore italiano (n. 1688)

### Luglio
- 29 luglio - Stefano Orlandi, pittore italiano (n. 1681)
- 29 luglio - Heinrich von Podewils, politico prussiano (n. 1696)
- 31 luglio - Adrien Manglard, pittore francese (n. 1695)

### Agosto
- 5 agosto - Eugénio dos Santos, architetto e ingegnere portoghese (n. 1711)
- 12 agosto - Nicolaus Ephraim Bach, organista e compositore tedesco (n. 1690)
- 12 agosto - Annibale Pio Fabri, tenore e compositore italiano (n. 1697)
- 20 agosto - Sulaiman Badrul Alam Shah di Johor, sovrano malese (n. 1699)
- 22 agosto - Agapito Mosca, cardinale italiano (n. 1678)
- 24 agosto - Gabriele Bonomo, teologo, matematico e filosofo italiano (n. 1694)
- 30 agosto - Maria Gabriella Eleonora di Borbone, badessa francese (n. 1690)

### Settembre
- 11 settembre - Louis Godin, astronomo francese (n. 1704)
- 27 settembre - Maria Amalia di Sassonia, nobile (n. 1724)

### Ottobre
- 11 ottobre - George Murray, generale scozzese (n. 1694)
- 19 ottobre - Andrea Bolzoni, incisore italiano (n. 1689)
- 19 ottobre - Charles Lawrence, militare inglese (n. 1709)
- 23 ottobre - Domenico Zicari, arcivescovo cattolico italiano (n. 1690)
- 24 ottobre - Giuseppe Maria Orlandini, compositore italiano (n. 1676)
- 25 ottobre - Giorgio II di Gran Bretagna, re (n. 1683)
- 28 ottobre - Andrea Adolfati, compositore italiano

### Novembre
- 5 novembre - Giovan Maria Borsotto, architetto svizzero (n. 1683)
- 19 novembre - Christoph Matthäus Pfaff, teologo tedesco (n. 1686)
- 20 novembre - Giovanni Carlo Galli da Bibbiena, architetto e disegnatore italiano (n. 1717)
- 21 novembre - Antonio Brancato, presbitero italiano (n. 1688)
- 22 novembre - Charles Alston, botanico e medico scozzese (n. 1683)
- 28 novembre - Pietro Paolo Vasta, pittore italiano (n. 1697)
- 29 novembre - Friederike Caroline Neuber, attrice teatrale tedesca (n. 1697)

### Dicembre
- 8 dicembre - Francesco Conti, pittore italiano (n. 1682)
- 14 dicembre - Andrija Kačić Miošić, poeta, scrittore e presbitero croato (n. 1704)
- 21 dicembre - Philipp Hieronymus Brinckmann, incisore e pittore tedesco (n. 1709)
- 21 dicembre - Girolamo Pamphili, IV principe di San Martino al Cimino e Valmontone, principe italiano (n. 1678)
- 31 dicembre - Jean Moreau de Séchelles, funzionario e politico francese (n. 1690)

### Senza giorno specificato
- Girolamo Abos, compositore maltese (n. 1715)
- Pierre-Alexandre Aveline, incisore e illustratore francese (n. 1702)
- Ba'al Shem Tov, rabbino e mistico polacco (n. 1698)
- François Carlier, architetto francese (n. 1707)
- Rocco Cerruti, compositore italiano
- Donato Paolo Conversi, pittore italiano (n. 1697)
- Elisabetta D'Afflisio Moreri, attrice teatrale italiana (n. 1715)
- William Duncan, filosofo scozzese (n. 1717)
- Pietro Gandini, attore teatrale italiano (n. 1701)
- Matei Ghica, nobile rumeno
- Leopoldo Gonzaga, nobile italiano (n. 1716)
- Charles Hayes, matematico inglese (n. 1678)
- Jean-Baptiste Cope, politico nativo americano (n. 1698)
- Andrea Leoncini, pittore italiano (n. 1708)
- Giovanni Antonio Medrano, architetto, ingegnere e militare italiano (n. 1703)
- Francesco Valletta, letterato, filologo e storico italiano (n. 1680)
- Odoardo Warren, militare, ingegnere e cartografo irlandese
- Jacob Benignus Winslow, anatomista danese (n. 1669)
- Étienne Bâtard, politico nativo americano

## Calendario
| Calendario 1760 | Calendario 1760 | Calendario 1760 | Calendario 1760 | Calendario 1760 | Calendario 1760 | Calendario 1760 | Calendario 1760 | Calendario 1760 | Calendario 1760 | Calendario 1760 | Calendario 1760 | Calendario 1760 | Calendario 1760 | Calendario 1760 | Calendario 1760 | Calendario 1760 | Calendario 1760 | Calendario 1760 | Calendario 1760 | Calendario 1760 | Calendario 1760 | Calendario 1760 | Calendario 1760 | Calendario 1760 | Calendario 1760 | Calendario 1760 | Calendario 1760 | Calendario 1760 | Calendario 1760 | Calendario 1760 | Calendario 1760 | Calendario 1760 |
| --------------- | --------------- | --------------- | --------------- | --------------- | --------------- | --------------- | --------------- | --------------- | --------------- | --------------- | --------------- | --------------- | --------------- | --------------- | --------------- | --------------- | --------------- | --------------- | --------------- | --------------- | --------------- | --------------- | --------------- | --------------- | --------------- | --------------- | --------------- | --------------- | --------------- | --------------- | --------------- | --------------- |
|                 | 1               | 2               | 3               | 4               | 5               | 6               | 7               | 8               | 9               | 10              | 11              | 12              | 13              | 14              | 15              | 16              | 17              | 18              | 19              | 20              | 21              | 22              | 23              | 24              | 25              | 26              | 27              | 28              | 29              | 30              | 31              |                 |
| Gennaio         | Ma              | Me              | Gi              | Ve              | Sa              | Do              | Lu              | Ma              | Me              | Gi              | Ve              | Sa              | Do              | Lu              | Ma              | Me              | Gi              | Ve              | Sa              | Do              | Lu              | Ma              | Me              | Gi              | Ve              | Sa              | Do              | Lu              | Ma              | Me              | Gi              |                 |
| Febbraio        | Ve              | Sa              | Do              | Lu              | Ma              | Me              | Gi              | Ve              | Sa              | Do              | Lu              | Ma              | Me              | Gi              | Ve              | Sa              | Do              | Lu              | Ma              | Me              | Gi              | Ve              | Sa              | Do              | Lu              | Ma              | Me              | Gi              | Ve              |                 |                 |                 |
| Marzo           | Sa              | Do              | Lu              | Ma              | Me              | Gi              | Ve              | Sa              | Do              | Lu              | Ma              | Me              | Gi              | Ve              | Sa              | Do              | Lu              | Ma              | Me              | Gi              | Ve              | Sa              | Do              | Lu              | Ma              | Me              | Gi              | Ve              | Sa              | Do              | Lu              |                 |
| Aprile          | Ma              | Me              | Gi              | Ve              | Sa              | Do              | Lu              | Ma              | Me              | Gi              | Ve              | Sa              | Do              | Lu              | Ma              | Me              | Gi              | Ve              | Sa              | Do              | Lu              | Ma              | Me              | Gi              | Ve              | Sa              | Do              | Lu              | Ma              | Me              |                 |                 |
| Maggio          | Gi              | Ve              | Sa              | Do              | Lu              | Ma              | Me              | Gi              | Ve              | Sa              | Do              | Lu              | Ma              | Me              | Gi              | Ve              | Sa              | Do              | Lu              | Ma              | Me              | Gi              | Ve              | Sa              | Do              | Lu              | Ma              | Me              | Gi              | Ve              | Sa              |                 |
| Giugno          | Do              | Lu              | Ma              | Me              | Gi              | Ve              | Sa              | Do              | Lu              | Ma              | Me              | Gi              | Ve              | Sa              | Do              | Lu              | Ma              | Me              | Gi              | Ve              | Sa              | Do              | Lu              | Ma              | Me              | Gi              | Ve              | Sa              | Do              | Lu              |                 |                 |
| Luglio          | Ma              | Me              | Gi              | Ve              | Sa              | Do              | Lu              | Ma              | Me              | Gi              | Ve              | Sa              | Do              | Lu              | Ma              | Me              | Gi              | Ve              | Sa              | Do              | Lu              | Ma              | Me              | Gi              | Ve              | Sa              | Do              | Lu              | Ma              | Me              | Gi              |                 |
| Agosto          | Ve              | Sa              | Do              | Lu              | Ma              | Me              | Gi              | Ve              | Sa              | Do              | Lu              | Ma              | Me              | Gi              | Ve              | Sa              | Do              | Lu              | Ma              | Me              | Gi              | Ve              | Sa              | Do              | Lu              | Ma              | Me              | Gi              | Ve              | Sa              | Do              |                 |
| Settembre       | Lu              | Ma              | Me              | Gi              | Ve              | Sa              | Do              | Lu              | Ma              | Me              | Gi              | Ve              | Sa              | Do              | Lu              | Ma              | Me              | Gi              | Ve              | Sa              | Do              | Lu              | Ma              | Me              | Gi              | Ve              | Sa              | Do              | Lu              | Ma              |                 |                 |
| Ottobre         | Me              | Gi              | Ve              | Sa              | Do              | Lu              | Ma              | Me              | Gi              | Ve              | Sa              | Do              | Lu              | Ma              | Me              | Gi              | Ve              | Sa              | Do              | Lu              | Ma              | Me              | Gi              | Ve              | Sa              | Do              | Lu              | Ma              | Me              | Gi              | Ve              |                 |
| Novembre        | Sa              | Do              | Lu              | Ma              | Me              | Gi              | Ve              | Sa              | Do              | Lu              | Ma              | Me              | Gi              | Ve              | Sa              | Do              | Lu              | Ma              | Me              | Gi              | Ve              | Sa              | Do              | Lu              | Ma              | Me              | Gi              | Ve              | Sa              | Do              |                 |                 |
| Dicembre        | Lu              | Ma              | Me              | Gi              | Ve              | Sa              | Do              | Lu              | Ma              | Me              | Gi              | Ve              | Sa              | Do              | Lu              | Ma              | Me              | Gi              | Ve              | Sa              | Do              | Lu              | Ma              | Me              | Gi              | Ve              | Sa              | Do              | Lu              | Ma              | Me              |                 |